# Atentados de Daguestán de 2024
Los atentados de Daguestán fueron dos ataques terroristas casi simultáneos y aparentemente coordinados en dos ciudades de Daguestán, Rusia el 23 de junio de 2024. Una sinagoga y una Iglesia ortodoxa rusa en Derbent fueron atacadas con armas automáticas, así como un puesto de policía en Majachkalá.
El jefe de la región de Daguestán, Serguéi Mélikov, informó que 15 policías y varios civiles fueron asesinados. Al menos cinco atacantes también murieron.

## Trasfondo
La región del Cáucaso Norte de Rusia ha estado envuelta en un conflicto desde la década de 1990. Esta zona, de población predominantemente musulmana, experimentó dos guerras importantes que involucraron a la república separatista chechena de 1994 a 2000. Después de las guerras chechenas, una serie de ataques terroristas y enfrentamientos entre fuerzas rusas e islamistas persistieron hasta la década de 2010. Desde 2017, el Cáucaso Norte ha visto un resurgimiento de la violencia atribuida al Estado Islámico.
Desde el estallido de la guerra entre Israel y Palestina en octubre de 2023, la comunidad judía de Rusia se ha enfrentado a crecientes amenazas de violencia. Los días 28 y 29 de octubre del mismo año se produjeron varios disturbios antisemitas, algunos de ellos en Daguestán. En marzo de 2024, un ataque en una sala de conciertos de Moscú mató a 145 personas. Este fue el ataque más mortífero en Rusia en dos décadas y fue reivindicado por el Estado Islámico del Gran Jorasán (ISKP).

## Ataque

### Derbent
La tarde del 23 de junio de 2024, el canal Baza de Telegram informó que se había producido un ataque a la iglesia ortodoxa de la Intercesión de la Santísima Virgen en la calle Lenin de Derbent. Según la publicación, testigos presenciales informaron que se escucharon disparos y se veía humo en el área de la iglesia, y toda la policía de Derbent fue puesta en alerta. Según la sección del Ministerio del Interior de Daguestán, aproximadamente a las 18:00 hora local en Derbent, una iglesia ortodoxa y una sinagoga local fueron atacadas con armas automáticas. Los delincuentes huyeron en un Volkswagen Polo blanco. Los usuarios de Telegram publicaron vídeos que mostraban coches de policía baleados y una sinagoga en llamas.

### Majachkalá
Casi simultáneamente con el ataque a Derbent, apareció la noticia sobre un incendio en una sinagoga en la calle Ermoshkina en Majachkalá. Según se informó, el incendio fue extinguido. El Ministerio del Interior ruso confirmó que, paralelamente a Derbent, militantes desconocidos también atacaron la capital regional y dispararon contra un puesto de la policía de tránsito. En Majachkalá, como en Derbent, se anunció un plan de «interceptación». Un vídeo de Majachkalá muestra a militantes vestidos de negro disparando con ametralladoras a coches de policía que pasaban.
Aproximadamente a las 19:00 hora local, el Ministerio del Interior publicó un vídeo que mostraba a los atacantes disparando contra agentes de policía en la calle Magomedgadzhiev de Majachkalá. Los rostros de varios militantes son claramente visibles en las imágenes.

## Atacantes
La agencia de noticias estatal rusa TASS dijo que los atacantes eran «seguidores de una organización terrorista internacional» y que los funcionarios encargados de hacer cumplir la ley estaban identificando a sus responsables y organizadores.
Los medios rusos han informado que dos hijos y un sobrino de Magomed Omárov, jefe del distrito Sergokalinsky de Daguestán, estaban entre los que perpetraron el ataque a Majachkalá. Posteriormente fueron asesinados durante un enfrentamiento con la policía. El propio Omárov presentó una carta de renuncia y fue detenido y está siendo interrogado por el Servicio Federal de Seguridad. Posteriormente, Omárov fue expulsado del partido Rusia Unida «por acciones que desacreditan a Rusia Unida».

## Víctimas
El jefe de la región de Daguestán, Serguéi Mélikov, informó que murieron 15 policías y varios civiles. Al menos cinco perpetradores también fueron asesinados. Entre las víctimas civiles se encontraba un miembro de la sinagoga de Derbent. Shamil Khadulaev, presidente de la Comisión de Vigilancia Pública de Daguestán, dijo en su canal de Telegram que, según sus fuentes, el padre Nicolás (Nikolái Kotélnikov) fue asesinado en la iglesia ortodoxa rusa de Derbent, el sacerdote fue degollado. También recibió disparos el vigilante de seguridad de la iglesia, armado únicamente con una pistola de gas.

## Reacciones

### Internas
El jefe de la República de Daguestán, Serguéi Mélikov, confirmó que «esta tarde en Derbent y Majachkalá desconocidos intentaron desestabilizar la situación pública. Fueron confrontados por agentes de policía de Daguestán. Según información preliminar, entre ellos hay víctimas. Todos Los servicios están actuando de acuerdo con las instrucciones. Se ha anunciado el plan de “Interceptación”. Los atacantes están siendo identificados». Mélikov afirmó que los ataques pueden haber sido preparados desde fuera de Rusia.
El jefe de Ingusetia afirmó que los ataques terroristas y el bombardeo ucraniano en Sebastopol que tuvieron lugar el mismo día estaban relacionados como intentos de los "enemigos" de desestabilizar el país. El miembro del parlamento de Daguestán, Abdulkhakim Gadzhiev, publicó en Telegram que «no había dudas» de que los servicios de inteligencia de Ucrania y los países de la OTAN estaban conectados con los ataques. Al mismo tiempo, el senador ruso Dmitri Rogozin pidió que no se considere el ataque terrorista como «una maquinación de Ucrania y la OTAN», ya que, en su opinión, si todos estos ataques se explican de esta manera, traerán problemas. El presidente de Chechenia, Ramzán Kadírov, calificó el ataque como un intento de provocar «discordia entre religiones». El gobierno de Daguestán declaró los días 24, 25 y 26 de junio días de luto.
Tatiana Moskalkova, Comisionada de Derechos Humanos de Rusia, condenó a los autores de los ataques y expresó sus condolencias a los afectados.

### Internacionales
- Israel: El Ministerio de Asuntos Exteriores israelí afirmó que la sinagoga fue «quemada hasta los cimientos».[22]